# Bahnhof Wien Ottakring
Der Bahnhof Wien Ottakring ist ein Knotenpunkt des öffentlichen Verkehrs an der Vorortelinie in Ottakring, dem 16. Wiener Gemeindebezirk. Er befindet sich in Hochlage zwischen den in Ost-West-Richtung verlaufenden Verkehrswegen Thaliastraße (mit der Straßenbahnlinie 46 die Hauptachse des Bezirks) und Hasnerstraße, zwischen der Paltaufgasse im Osten und der Huttengasse im Westen. Namensgeber ist die ehemalige Ortschaft Ottakring, nach der seit 1892 der ganze Bezirk benannt ist. Die Station (Listeneintrag) steht ebenso wie große Abschnitte der Vorortelinie unter Denkmalschutz.

## Geschichte

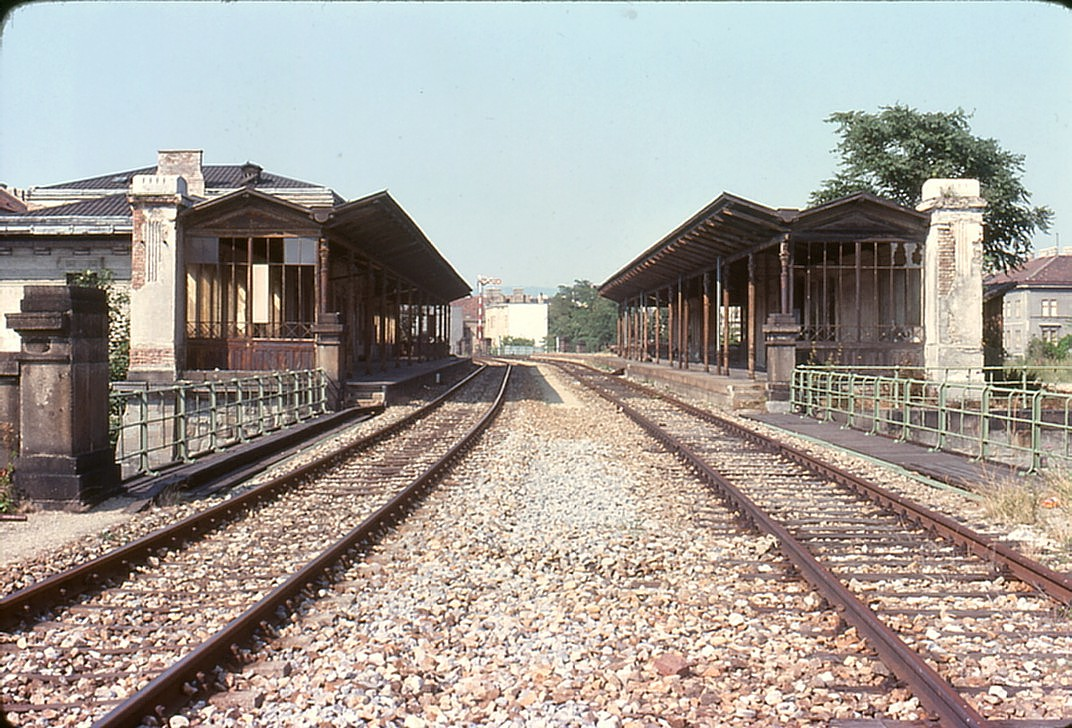
Bahnhof Wien Ottakring, 1979

In ursprünglich ländlichem Gebiet gelegen, das sich nach der Eingemeindung nach Wien 1890/1892 rasant zum Stadtteil entwickelte, wurde der Bahnhof von Otto Wagner im Auftrag der Commission für Verkehrsanlagen in Wien gestaltet, im November 1896 baulich fertiggestellt und am 11. Mai 1898 eröffnet. Neben der Station, die anfangs auch dem Güterverkehr diente, wurde zur gleichen Zeit eine große Tabakfabrik der Österreichischen Tabakregie gebaut, die im Stadtplan 1912 als k.k. Zigarrenfabrik aufschien.
Die Vorortelinie war ein Teil der Wiener Dampfstadtbahn, der nach dem Ersten Weltkrieg nicht von der Wiener Stadtverwaltung übernommen und bis 1925 elektrifiziert wurde. Die Strecke wurde von der Commission für Verkehrsanlagen in Wien auch nicht in Tarifgemeinschaft mit der Straßenbahn geführt, weshalb die Fahrgastfrequenz bescheiden blieb. 1932 wurde der Personenverkehr auf der Strecke eingestellt, wodurch der Bahnhof Ottakring seinen ursprünglichen Verwendungszweck verlor und in den folgenden Jahrzehnten, in denen die Gleise nur von Güterzügen benützt wurden, zusehends verfiel. Ladegleise für die Tabakfabrik und den Lebensmittelkonzern Julius Meinl, der ab 1912 südlich des Bahnhofs Lagerhallen und Marmeladenproduktion betrieb, blieben aber erhalten.

## S-Bahn-Station
Am 30. April 1979 beschlossen Bund und Land Wien den Umbau der Vorortelinie zur S-Bahn. Am 31. Mai 1987 wurde der Bahnhof nach umfangreichen Sanierungs- und Elektrifizierungsarbeiten an der gesamten Vorortelinie als Station der S45 in Betrieb genommen. Die S-Bahn-Station verfügt über zwei Seitenbahnsteige (Bahnsteig 1: 190 m, Bahnsteig 2: 170 m).

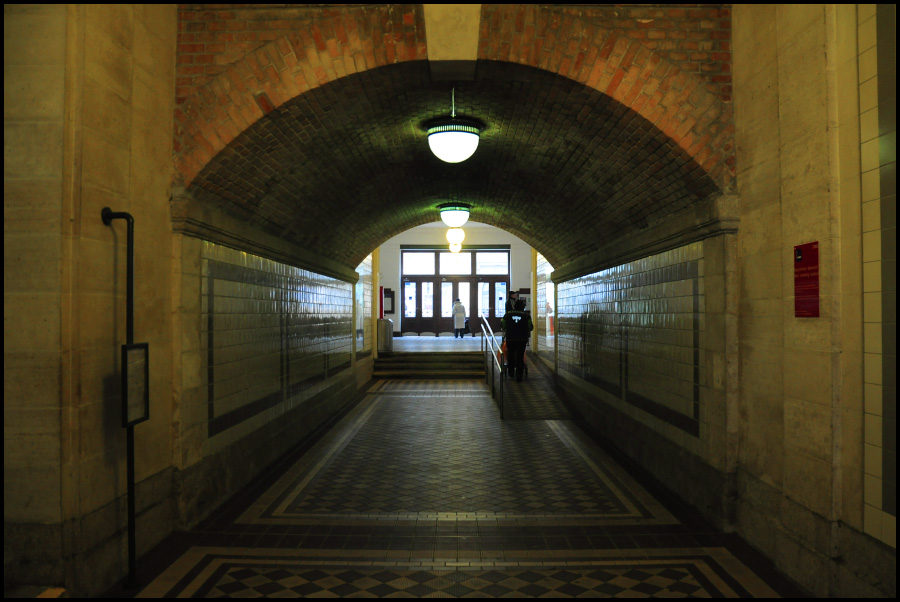
Personentunnel in Form eines Stadtbahnbogens
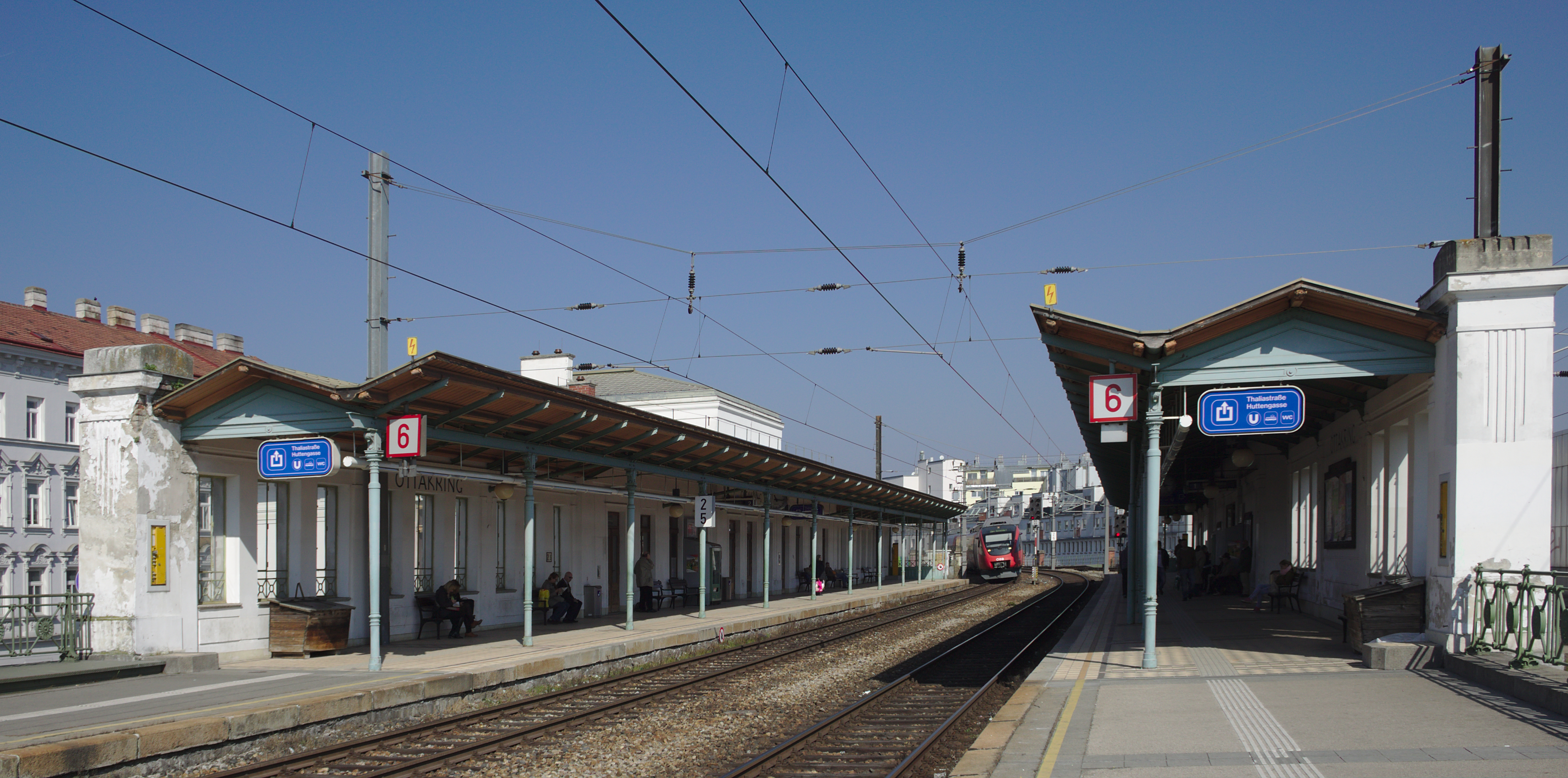
Bahnsteigsansicht

## U-Bahn-Station
Seit dem 5. Dezember 1998 befindet sich zentrumsseitig neben dem historischen Bahnhof, ebenfalls in Hochlage,  die westliche Endstation der U-Bahn-Linie U3. Mit der Eröffnung der U-Bahn wurde auch der Vorplatz neu gestaltet.
Die Station verfügt über einen Mittel- und einen Seitenbahnsteig. Südlich der Station befindet sich die Abstell- und Revisionshalle Ottakring der Linie U3.
Rolltreppen und feste Stiegen führen von den U-Bahn-Gleisen in eine unter dem U-Bahn-Tragwerk gelegene Aufnahmehalle. Über eine Passage sind die Bahnsteige der S-Bahn zu erreichen. Es besteht die Möglichkeit, zu den Straßenbahnlinien 44 und 46 sowie zu mehreren Autobuslinien umzusteigen. In unmittelbarer Nähe befindet sich die HTL Wien West sowie eine Park-and-Ride-Anlage.

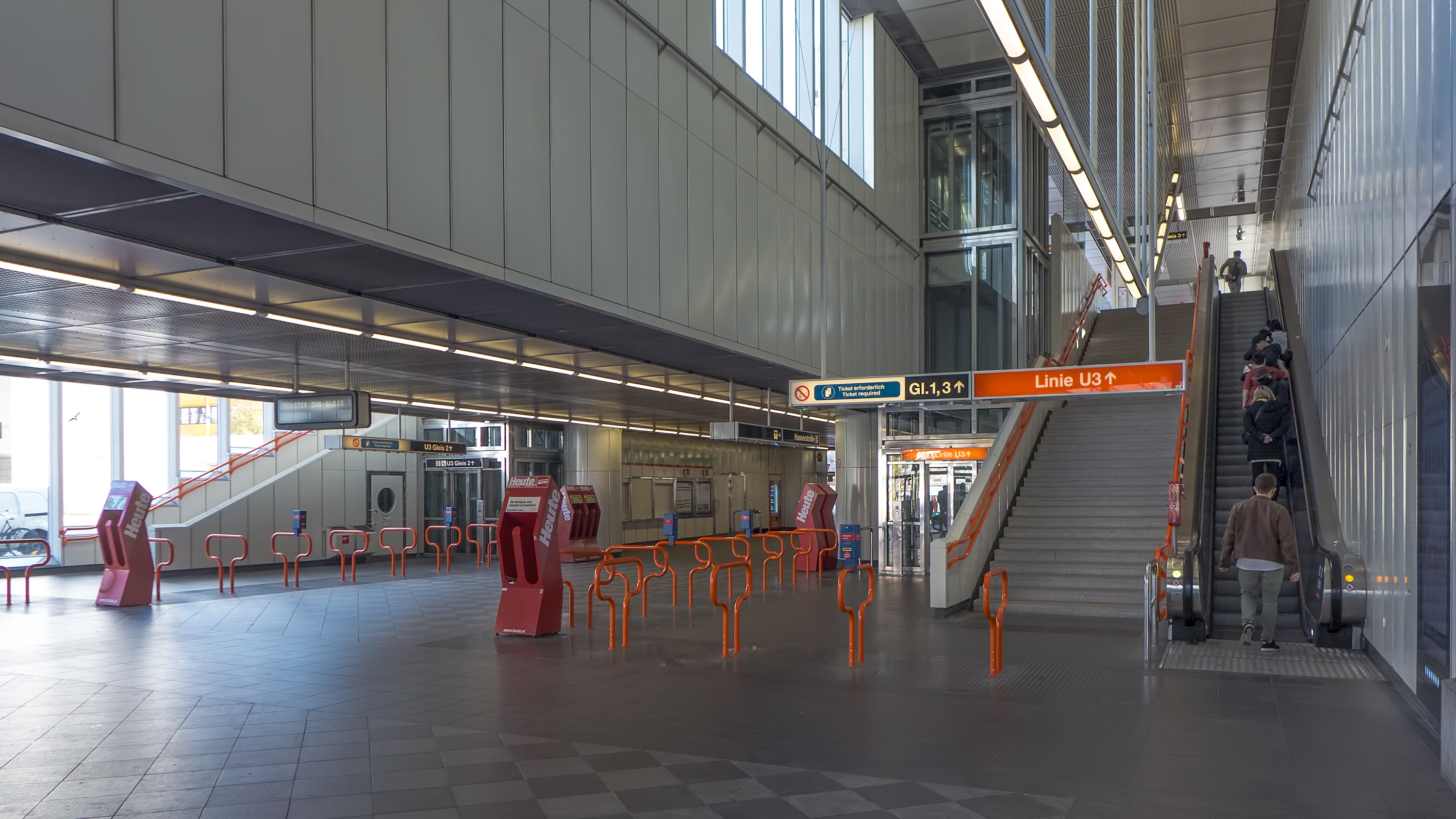
In der Station
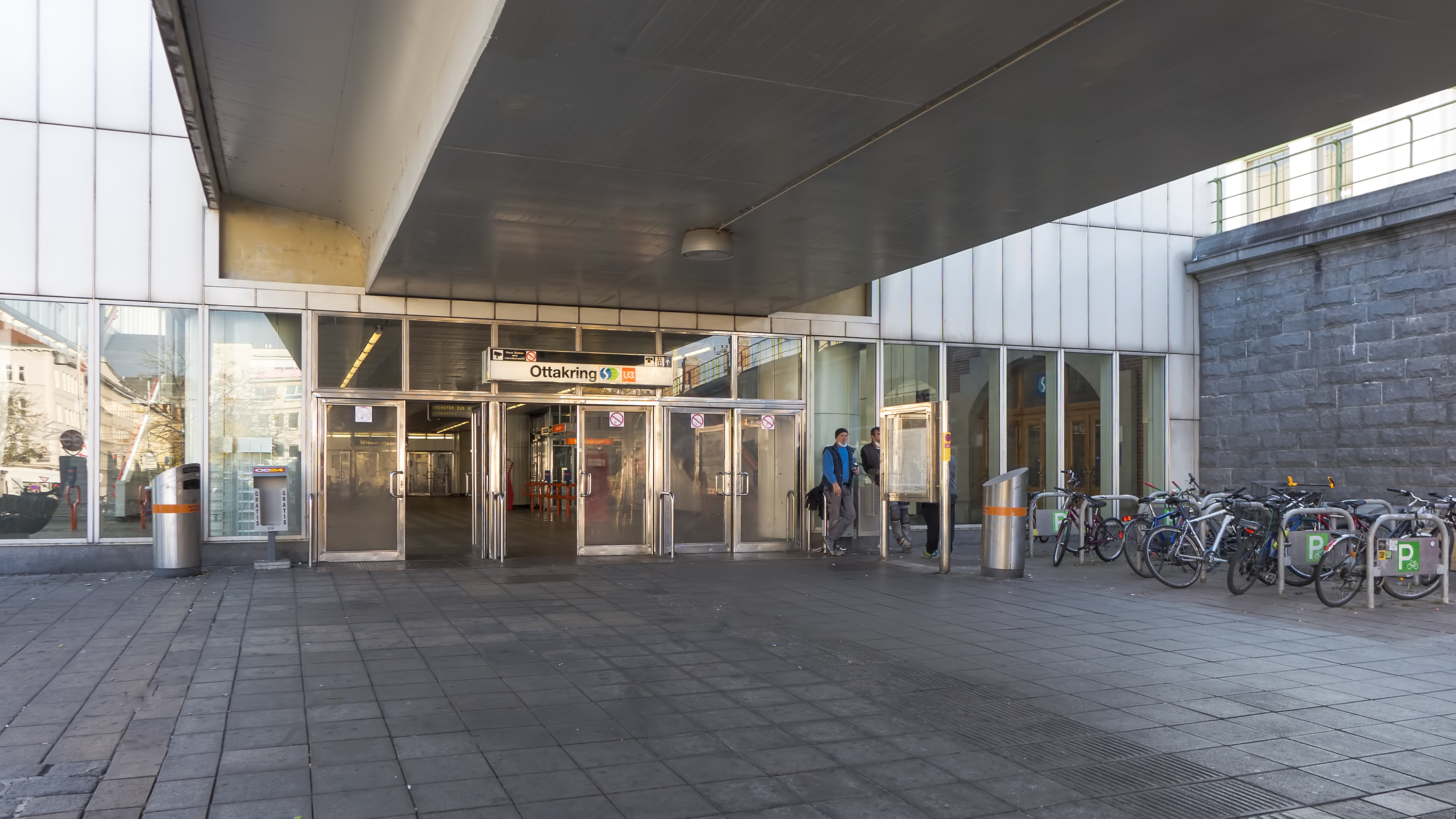
Ausgang Thaliastraße
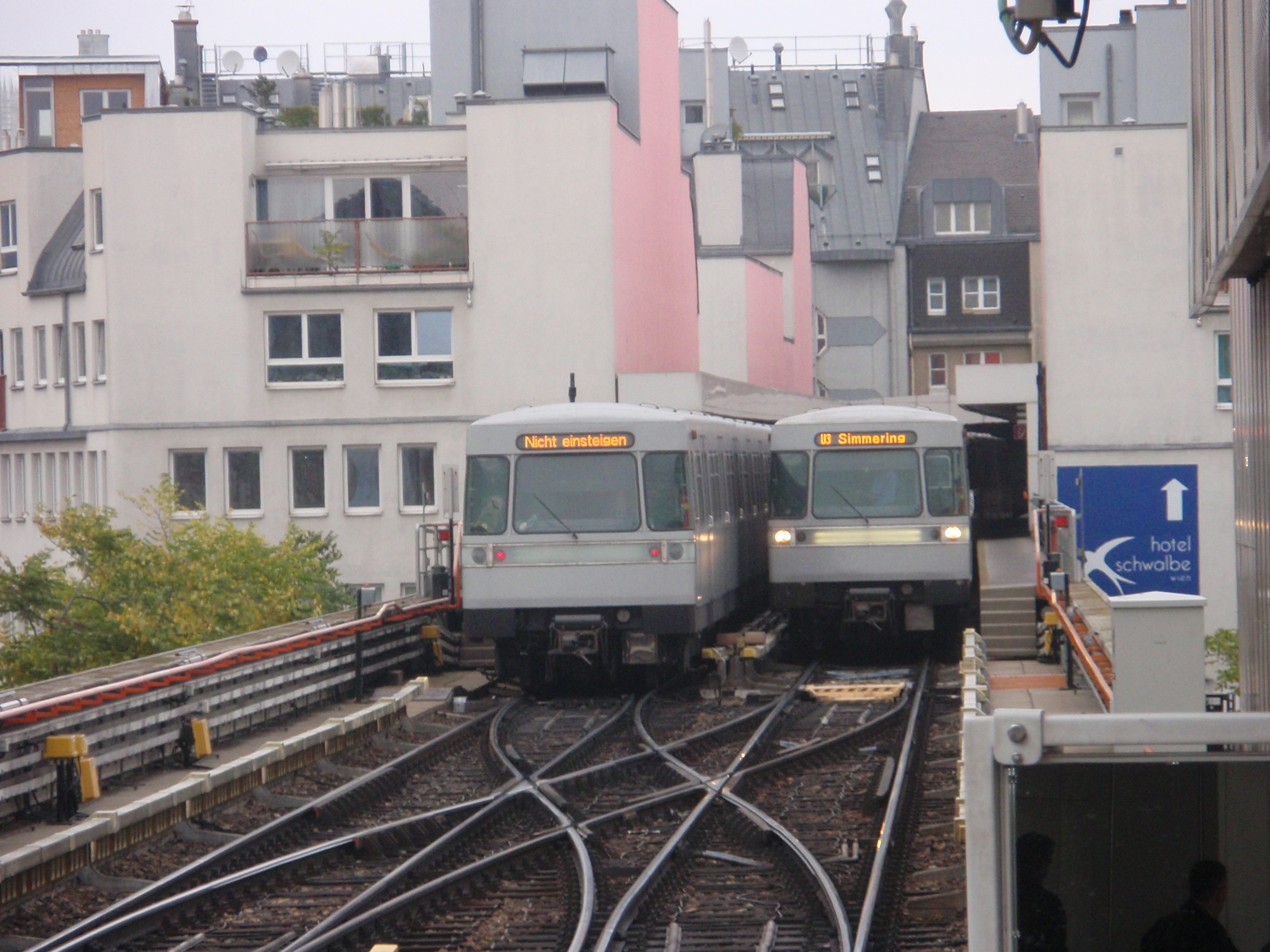
Wendeanlage U-Bahn
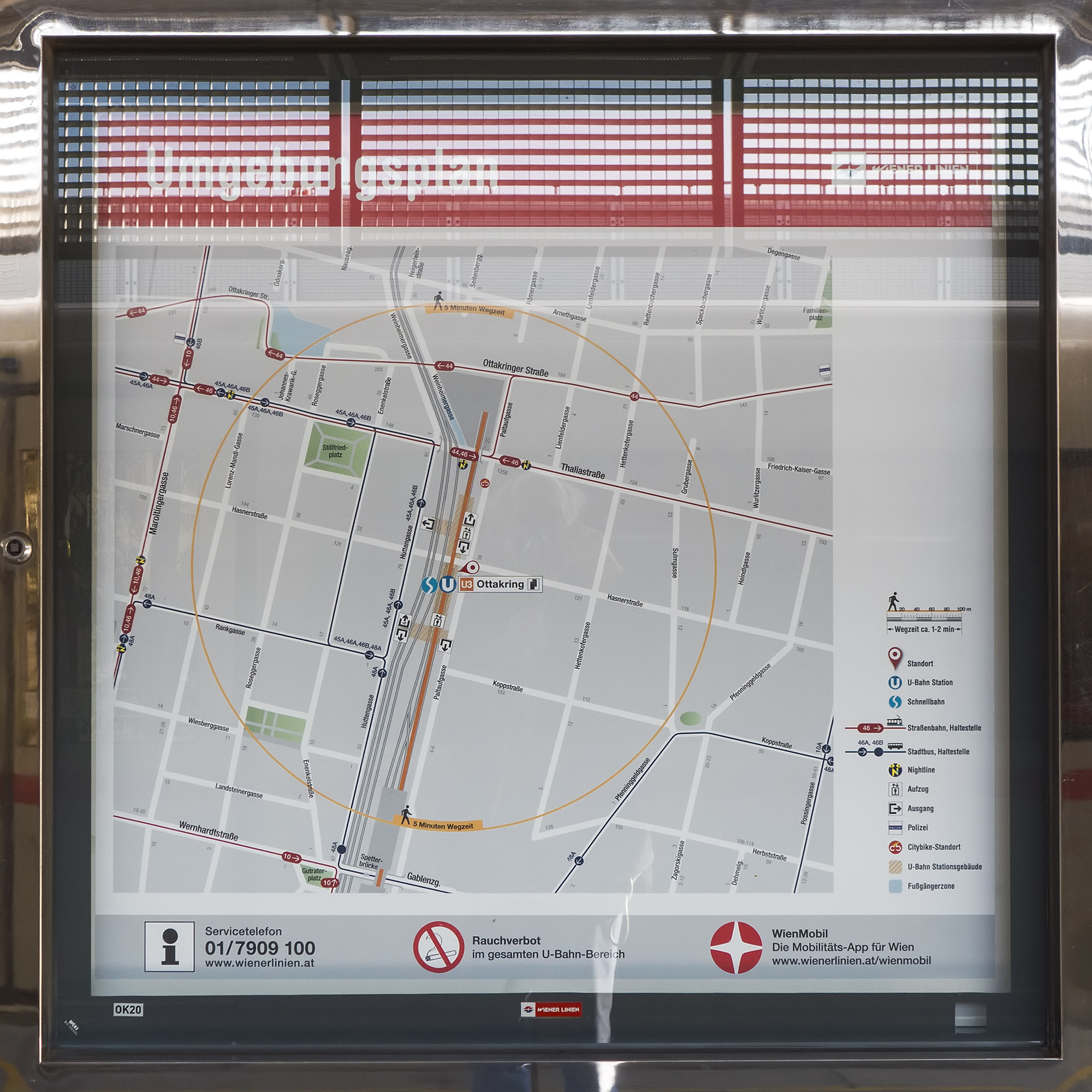
Umgebungsplan

## Ausgestaltung

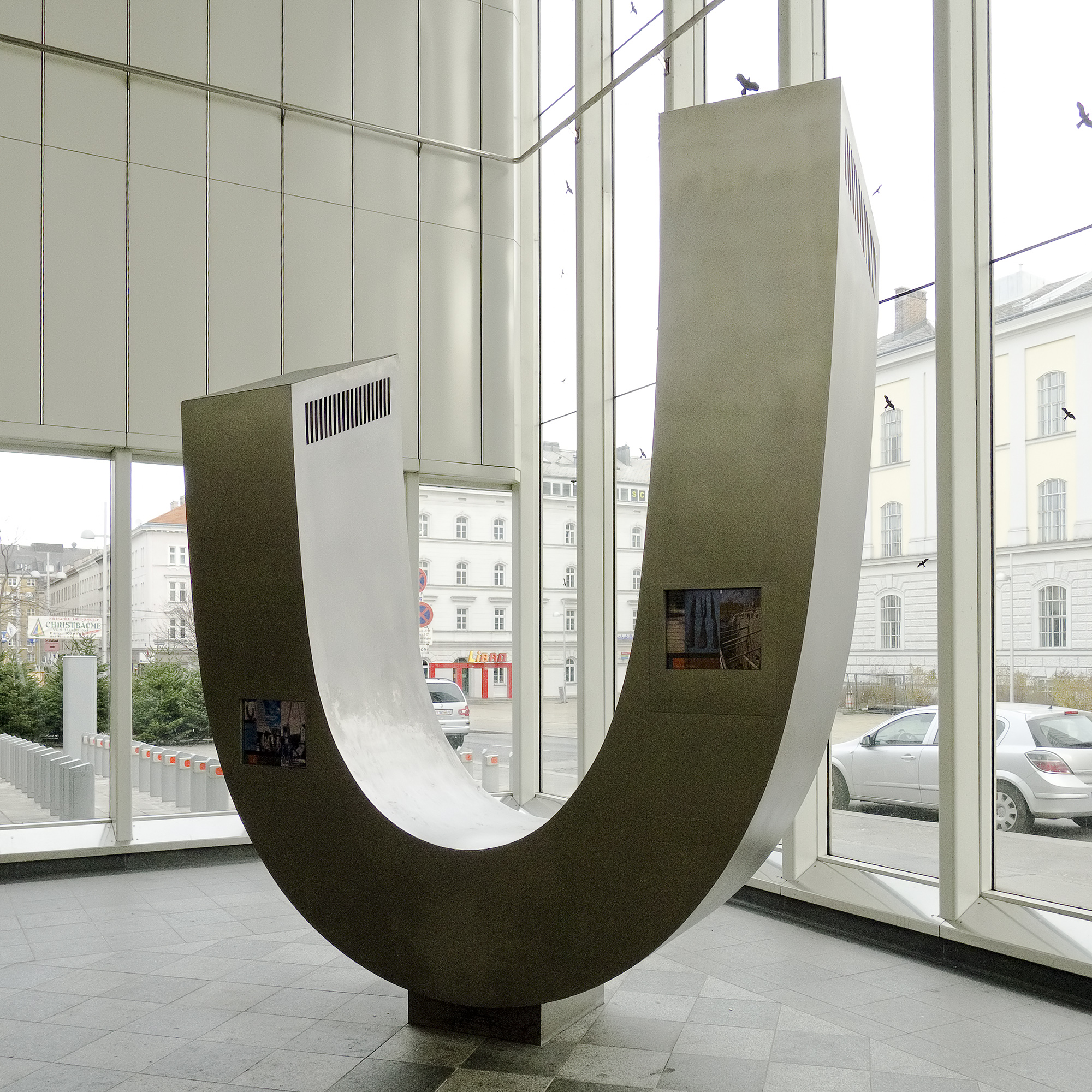
U-Turn

Im Aufnahmegebäude der U-Bahn-Station befindet sich die 1998 eingeweihte Video-Skulptur U-Turn der Künstlerin Margot Pilz. Die 3,6 Meter hohe Skulptur aus rostfreiem Stahl besteht aus einem „U“, in dem ursprünglich drei Bildschirme integriert waren. Diese zeigten Verkehrsinformationen über das Wiener Verkehrsnetz an. 2005 wurden die Bildschirme entfernt und die Skulptur funktionslos. Das 1,8 Tonnen schwere Stahlgebilde war bereits 1996 auf der Baustelle der Station errichtet worden; erst danach wurde darüber die Halle des Aufnahmegebäudes erbaut.
Viele Einrichtungen und Fahrzeuge der Wiener Linien sind von Bemalungen seitens anonymer Sprayer betroffen. Südlich der Station Ottakring (Ausgang Koppstraße) wurden an einer Wand an der Paltaufgasse vier Flächen errichtet, an denen Sprayer im Auftrag der Wiener Linien vier Graffiti („Pieces“) erstellten. Die Sprayer waren zuvor wegen Vandalismus mit dem Gesetz in Konflikt geraten und mussten Schadenersatz leisten; die Hälfte ihrer Honorare für die Pieces in Ottakring wurde daher einbehalten, wobei aber für die Sprayer immer noch ein akzeptables Honorar übrigblieb. Die (anonymen) Künstler nannten sich „Verein Graffiti Union“ und die vier Pieces heißen Styl's and Characters. Die Wandbilder waren nach einigen Jahren verwittert und wurden durch ähnliche ersetzt, die aber nun ebenfalls erodieren.

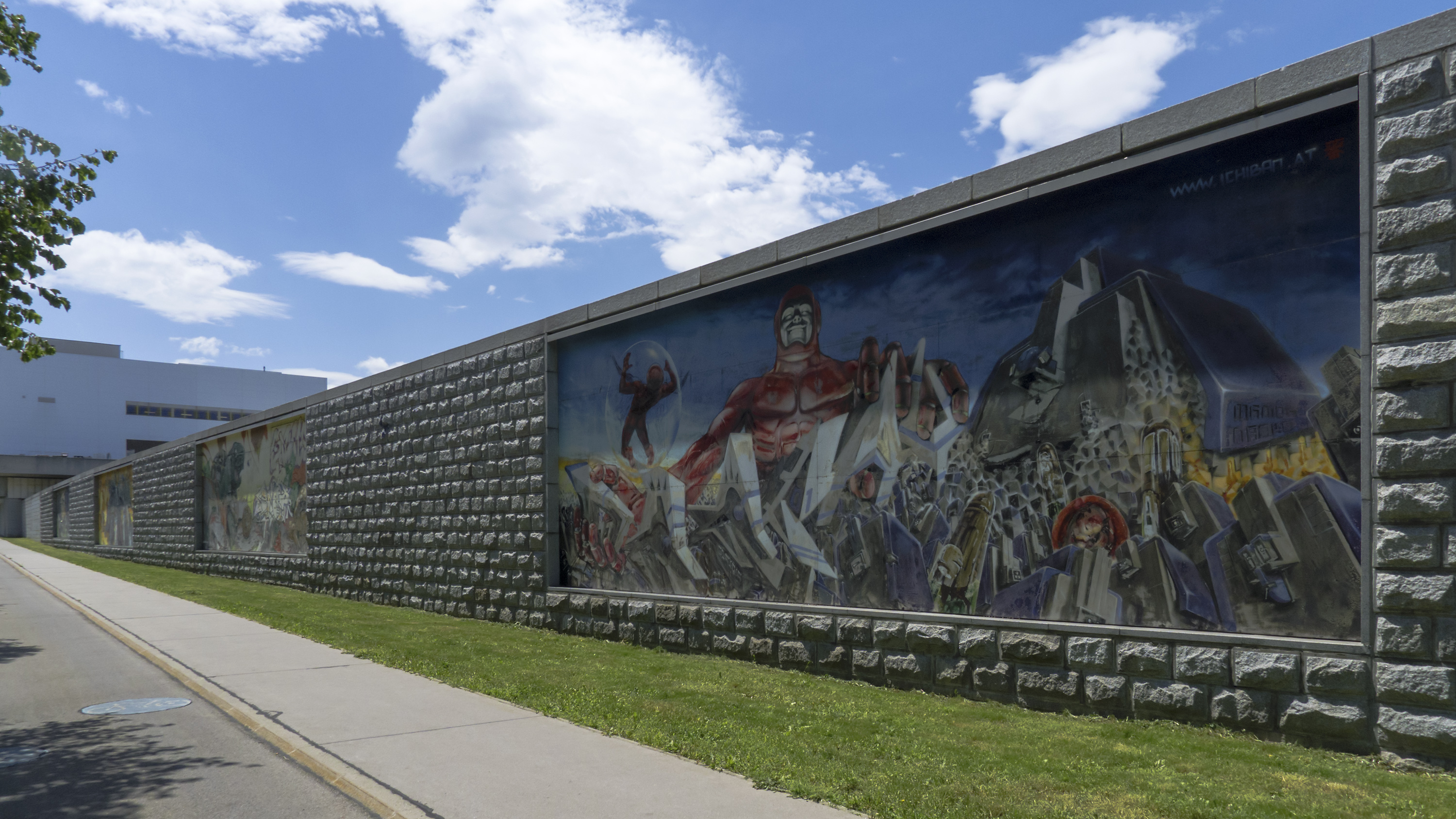
Graffiti-Wand Styl's and Characters
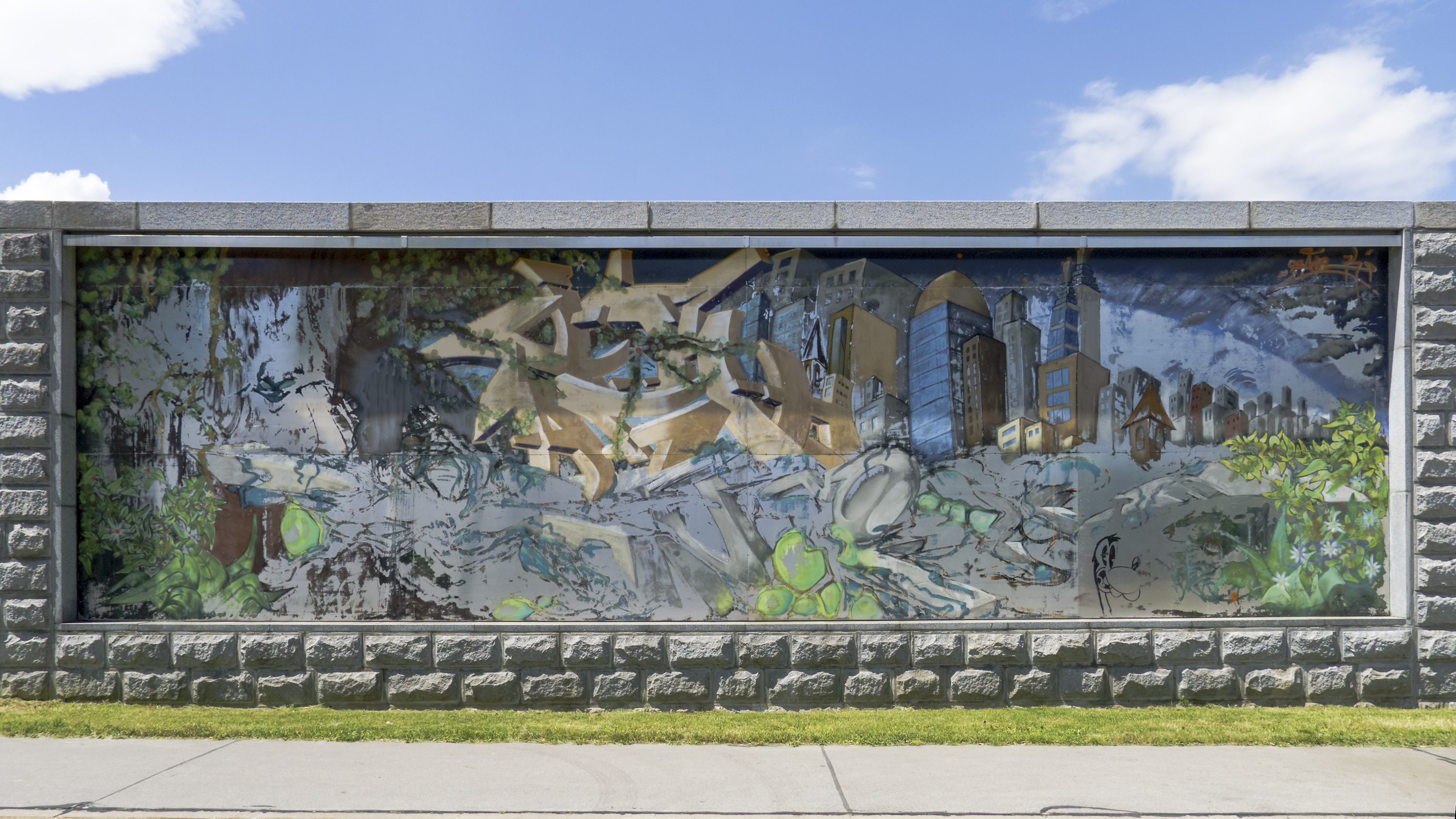
Piece 1
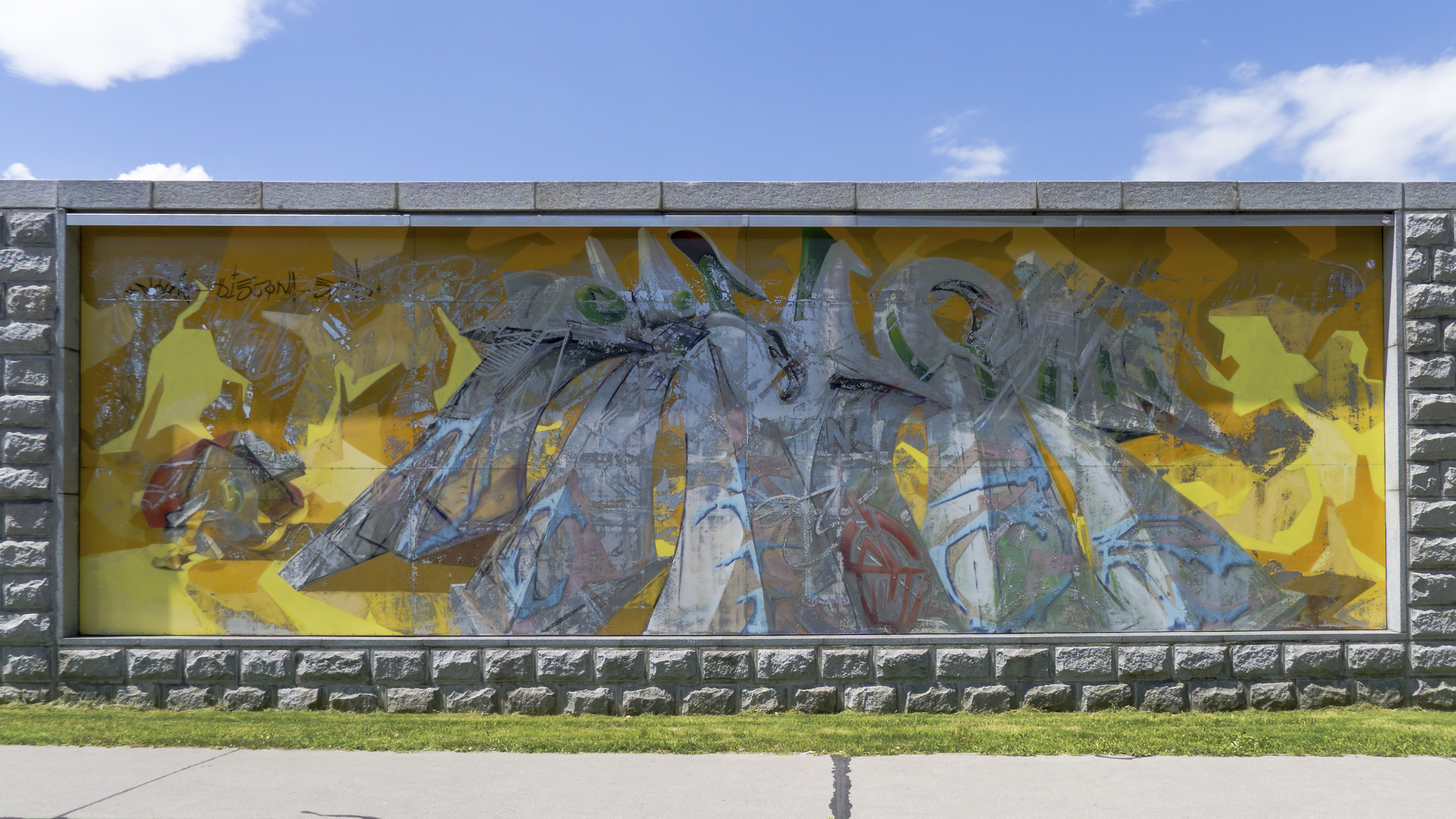
Piece 2
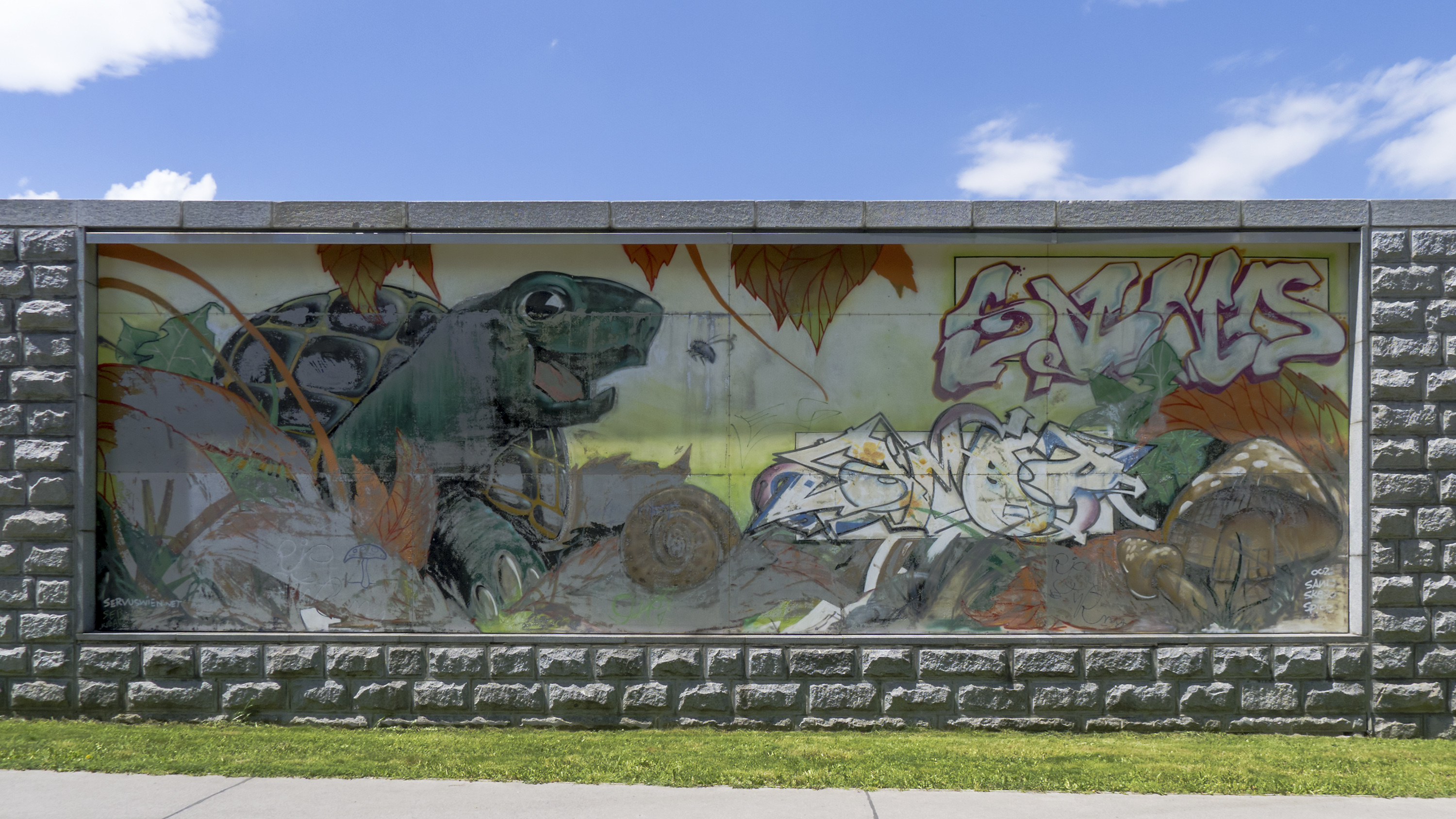
Piece 3
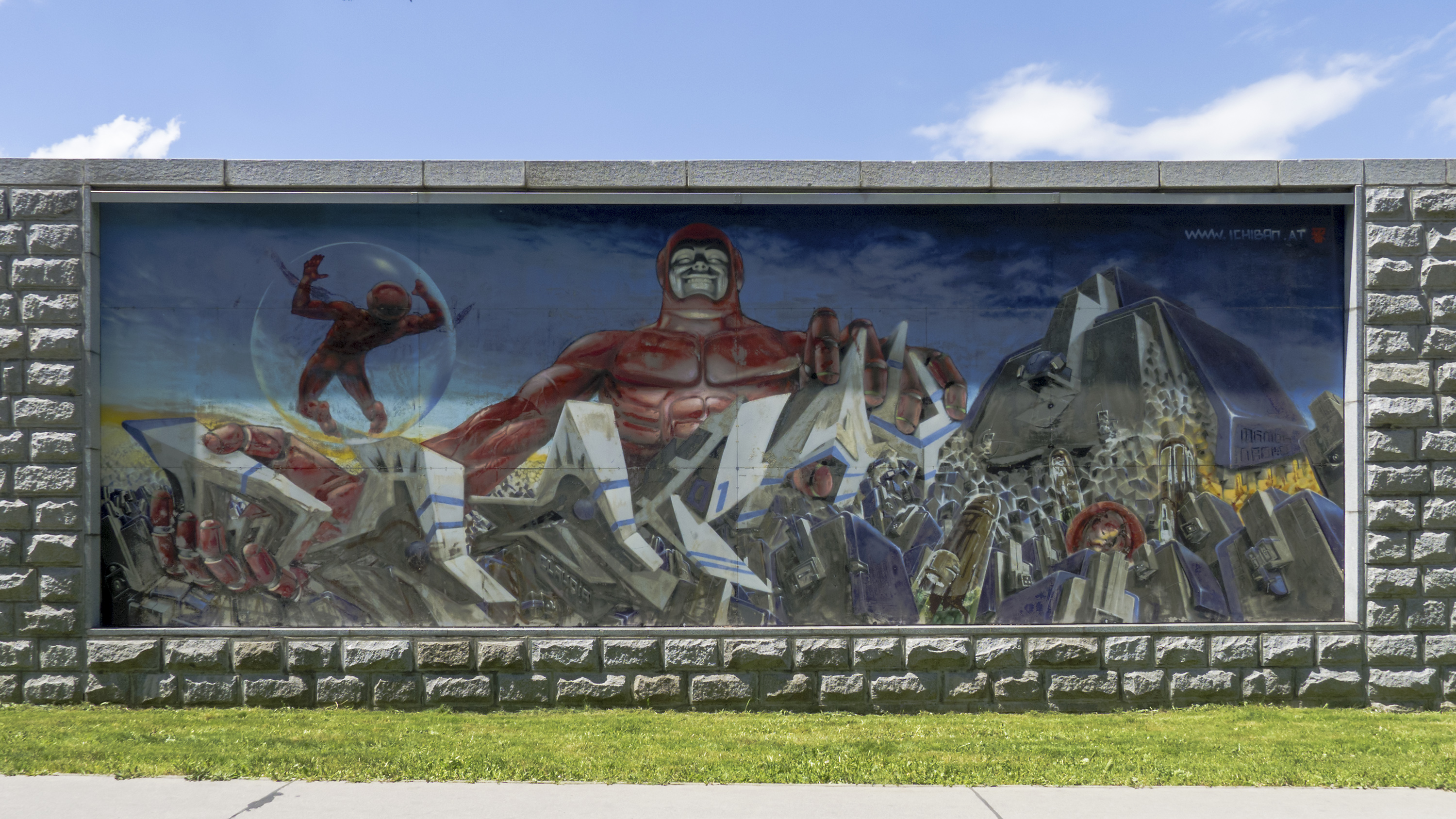
Piece 4

## Linien im Verkehrsverbund Ost-Region
| Linie        | Verlauf |
| ------------ | --- |
| Vorortelinie | Wien Handelskai – Wien Heiligenstadt – Wien Oberdöbling – Wien Krottenbachstraße – Wien Gersthof – Wien Hernals – Wien Ottakring – Wien Breitensee – Wien Penzing – Wien Hütteldorf |
| U3           | Ottakring – Kendlerstraße – Hütteldorfer Straße – Johnstraße – Schweglerstraße – Westbahnhof – Zieglergasse – Neubaugasse – Volkstheater – Herrengasse – Stephansplatz – Stubentor – Landstraße – Rochusgasse – Kardinal-Nagl-Platz – Schlachthausgasse – Erdberg – Gasometer – Zippererstraße – Enkplatz – Simmering |
| 44           | Maroltingergasse – Ottakring – Johann-Nepomuk-Berger-Platz – Alser Straße – Schottentor |
| 46           | Joachimsthalerplatz – Ottakring – Feßtgasse – Thaliastraße, Lerchenfelder Straße – Ring, Volkstheater |
| 45A          | Ottakring – Maroltingergasse – Ottakringer Friedhof – Funkengerngasse – Liebhartstal |
| 46A          | Ottakring – Maroltingergasse – Sandleitengasse – Paulinensteig – Otto-Hötzl-Weg – Wilhelminenberg |
| 46B          | Ottakring – Maroltingergasse – Ottakringer Friedhof – Ottakringer Bad – Hansl-Schmid-Weg – Feuerwache am Steinhof – Wilhelminenberg |
| 48A          | Ring, Volkstheater – Kellermanngasse – Neustiftgasse – Koppstraße – Gutraterplatz – Ottakring – Joachimsthalerplatz – Otto-Wagner-Spital – Baumgartner Höhe |
| N46          | Oper, Karlsplatz – Ring, Volkstheater – Strozzigasse – Thaliastraße – Schuhmeierplatz – Ottakring – Maroltingergasse – Joachimsthalerplatz – Otto-Wagner-Spital |